# علي القطراني
علي القطراني مفكر سياسي وكاتب ليبي.

## حياته
وُلد في ليبيا، الابيار خريج المعهد العالي للكهرباء في منتصف الثمانينات هو رجل أعمال يستورد الدقيق وغيره من البضائع.

## مناصب
- منصب رئيس لجنة الاستثمارات في مجلس النواب.[3]
- نائب رئيس المجلس الرئاسي، لكنة استقال بسبب انفراد فايز السراج رئيس المجلس بالقرارات وقال القطراني «سلوك السراج الذي تحركه الميليشيات، لن يقود ليبيا إلا إلى مزيد من المعاناة والانشقاق».[4]